# Matthias Bluebaum
Matthias Bluebaum, scritto anche Blübaum (Lemgo, 18 aprile 1997), è uno scacchista tedesco, grande maestro, campione europeo nel 2022 e 2025.
Ha ottenuto il suo  miglior punteggio nella lista FIDE di agosto 2021 con 2 674 punti, 61° al mondo e numero 1 in Germania. 

## Principali risultati
- 2013 – medaglia d'argento di squadra nella Mitropa Cup;
- 2013 – quarto nel Campionato tedesco;
- 2015 – medaglia d'oro di squadra e individuale nel Campionato europeo a squadre under-18;
- 2015 – medaglia di bronzo nel Campionato del mondo juniores di Chanty-Mansijsk;
- 2016 – pari primo nell'open Grenke di Karlsruhe;[2]
- 2016 – primo nello Xtracon Open di Copenaghen.
- 2020 - vince il Campionato tedesco.[3]
- 2022 - vince il Campionato europeo individuale imbattuto con 8½/11 superando per tie-break Gabriel Sargsyan.[4]
- 2025 - in marzo a  Eforie Nord vince a  per la seconda volta il  Campionato europeo individuale imbattuto con 8½/11 superando per tie-break Frederik Svane e Maxim Rodshtein [5] . In agosto vince il Torneo di scacchi di Dortmund con 7 punti su 9, superando per spareggio tecnico altri 5 avversari. [6]